# Aktieoption
En aktieoption er et finansielt instrument, hvis værdi afhænger af en række forskellige faktorer, bl.a. tidshorisont, udnyttelseskurs og aktiekursen på den underliggende aktie. En aktieoption giver ret til på et på forhånd fastsat tidspunkt at erhverve en aktie til en bestemt pris (kurs). Der findes adskillige varianter af aktieoptionsordninger. Nogen kan udnyttes over lange årrækker. Andre kan kun udnyttes i snævert angivne tidsmæssige ”vinduer”. De aktieoptioner, danske ledelser typisk får, har en horisont på 3-5 år og en udnyttelseskurs på aktiens dagskurs på udstedelsestidspunktet. Det vil sige, at ejeren af optionen ved optionens udløb har ret til at købe den underliggende aktie til den kurs, der var gældende 3-5 år tidligere. Jo højere aktiekursen er på udløbstidspunktet, jo mere er optionen værd. For nogle ordninger gælder, at man får en favørkurs allerede ved tildelingen af optionen, så chancen for gevinst bliver større, men for de fleste ordninger gælder, at gevinstmuligheden afhænger af, om aktien stiger i værdi frem til det tidspunkt man kan købe aktien.